# Los dos Jakes
The Two Jakes es una película estadounidense de 1990 de cine negro, secuela de la película de 1974 Chinatown. Dirigida y protagonizada por Jack Nicholson, también cuenta con un reparto de secundarios de lujo encabezados por Harvey Keitel, Meg Tilly, Madeleine Stowe, Richard Farnsworth, Frederic Forrest, Pia Gronning, David Keith, Rubén Blades, Tracey Walter y Eli Wallach . Repitiendo su papel de Chinatown actúan Joe Mantell, Perry López, James Hong, Allan Warnick y, en una breve voz en off, Faye Dunaway. El personaje de Katherine Mulwray vuelve así interpretado por Meg Tilly.
Paramount Pictures estrenó la cinta 10 de agosto de 1990 (el mismo año que otra secuela de Paramount, El padrino III). La película no fue un éxito de taquilla ni de crítica, y los planes para una tercera película sobre J.J. Gittes fueron abandonados al año siguiente de su estreno.

## Argumento
En 1948 en Los Ángeles, Julius "Jake" Berman contrata al experimentado investigador privado J. J. "Jake" Gittes para atrapar a su esposa, Kitty, cometiendo una infidelidad. Durante el operativo, Berman mata inesperadamente al amante de su esposa, Mark Bodine, quien también es su socio en una empresa de desarrollo inmobiliario. Gittes, sin darse cuenta de esto, de repente se encuentra siendo examinado por su papel en lo que parece ser un asesinato premeditado; la pieza clave de evidencia es la grabación por cable que preparó Gittes. Grabó en audio el encuentro ilícito, la confrontación y el asesinato de Bodine. Sin embargo, el audio no deja claro si Berman tenía la intención de matar a Bodine antes de confrontarlo, convirtiéndolo en un asesinato, o si el asesinato fue un acto espontáneo de celos, posiblemente calificado como "locura temporal", que puede usarse en la defensa del asesinato.
Gittes se ve obligado a convencer a su viejo conocido, el capitán del Departamento de Policía de Los Ángeles, Lou Escobar, de que no debe ser acusado de cómplice. Curiosamente, a Berman no parece preocuparle que pueda ser acusado de asesinato. Gittes tiene la grabación, que el abogado de Berman, Cotton Weinberger, y el amigo mafioso Mickey Nice quieren, y que están guardadas en una caja fuerte en la oficina de Gittes en Los Ángeles.
Unos terremotos han sacudido recientemente el área, incluido el desarrollo de viviendas de Berman en el Valle. Gittes casi muere en una explosión de gas y se despierta para encontrar a Berman y Kitty de pie junto a él.
Gittes tiene un enfrentamiento y un encuentro sexual posterior con Lilian Bodine, la viuda enojada del muerto. Se le presentan pruebas de que Earl Rawley, un petrolero rico y despiadado, puede estar perforando bajo el desarrollo de Bodine y Berman, aunque Rawley lo niega. Gittes centra su atención en determinar quién posee los derechos minerales sobre la tierra. Gittes finalmente descubre que los derechos pertenecen a Katherine Mulwray, hija de la difunta Evelyn Mulwray, su interés amoroso once años antes. También descubre que las transferencias de escrituras se ejecutaron de manera de intentar ocultar la propiedad anterior de Katherine Mulwray y el reclamo continuo de los derechos minerales. Además, también descubre que el padre (y abuelo) de Katherine, Noah Cross, murió y le dejó todos sus activos financieros.
Gittes recibe noticias de sus asociados de que se ha visto a Berman con una chica rubia, junto con Mickey y un guardaespaldas. Gittes determina que la mujer es oncóloga y está tratando a Berman por cáncer. Gittes confronta a Berman con este conocimiento y obtiene una confesión completa: su cáncer es terminal y morirá pronto. Ha tomado medidas para asegurarse de que Kitty estará financieramente segura una vez que muera.
Para persuadir a Kitty de que hable con él, Gittes trabaja para demostrar que su esposo se dispuso a matar a su pareja. Una vez logrado, Kitty acepta encontrarse con Gittes y contarle lo que sabe sobre Berman. En el proceso de discutir las posibles motivaciones de Berman, los derechos minerales y el posible paradero de Katherine, se revela que Kitty y Katherine son la misma persona. Kitty revela que nunca sospechó que su esposo se estaba muriendo.
Gittes se aferra a la grabación y se niega a que nadie la escuche hasta la investigación. Gittes edita la grabación, omitiendo el nombre de Kitty y haciendo otras modificaciones para indicar que la muerte de Bodine no fue premeditada. El tribunal retira rápidamente todos los cargos contra Berman. Al darse cuenta de que Gittes es consciente de su enfermedad terminal y saber que la casa modelo en la que se encuentra se está llenando de gas natural, Berman les pide a Gittes y Mickey que se vayan para poder "fumar un cigarrillo". Mientras se alejan, la casa explota. Sin restos que recuperar, la policía no intenta investigar su muerte y Kitty hereda una suma sustancial de su difunto esposo.
La historia termina con Kitty y Gittes en su oficina. Hablan de arrepentimientos y Kitty besa a Gittes, quien rechaza sus avances. Ella se va, diciéndole que de vez en cuando piense en ella. Gittes responde que el pasado nunca desaparece.

## Elenco
- Jack Nicholson como J. J. "Jake" Gittes
- Harvey Keitel como Julius "Jake" Berman
- Meg Tilly como Sra. Berman / Katherine Mulwray
- Madeleine Stowe como Lillian Bodine
- Eli Wallach como Cotton Weinberger
- Rubén Blades como Michael "Mickey Nice" Weisskopf
- Frederic Forrest como Chuck Newty
- David Keith como Teniente de detectives Loach
- Richard Farnsworth como Earl Rawley
- Tracey Walter como Tyrone Otley
- Joe Mantell como Lawrence Walsh
- James Hong como Kahn
- Perry López como Capitán Lou Escobar
- Faye Dunaway como Evelyn Mulwray (voz)
- Tom Waits como policía de paisano (sin acreditar)

## Producción
Rodada 16 años después de su famosa predecesora, la película tuvo una producción muy dificultosa, y se suponía que iba a ser acabada alrededor de 1985. Originalmente, el productor Robert Evans fue a realizar el rodaje de The Two Jakes, contando para la dirección con Robert Towne, que había escrito el guion de su precuela "Chinatown" pero Towne, se desvinculó del proyecto. Acabando dirigida por el propio, Nicholson (y que sería su última película hasta la fecha, como director).

## Recepción
A diferencia de su famosa predecesora, la película no tuvo aceptación en taquilla, no fue nominada a ningún premio y la crítica fue muy variada y dispersa, aunque tuvo un cierto éxito en el mercado de video. La película tiene un 65% de calificaciones positivas en la red.
Roger Ebert dio a la película 3.5 estrellas de cuatro, escribiendo que "cada escena encaja en su sitio como la maquinaria de un reloj [ ... ] exquisito". Vincent Canby escribió para The New York Times llamándola "una película agradable pero torpe" Variety dice que la película es "un revoltijo obtuso, no del todo insatisfactoria como segunda parte de Chinatown" Desson Howe, escribiendo para The Washington Post, dijo que "en el mejor de los casos la película aparece como un montaje competente, un homenaje nostálgico a su predecesora, pero prolija, confusa, y aburrida"
Sin duda muchas de las críticas vertidas fueron interesadamente desfavorables y parciales, como secuela de una obra maestra, tuvo unos inicios complicados, si bien es indudable que vista en perspectiva se trata de una película mucho más, que digna, y es una muy buena representante del género tanto por guion como por interpretación. Podríamos situarla sin temor a equivocarnos en la banda alta del género muy por encima de la media.

## Tercera película planeada
El guionista Robert Towne había planeado originalmente una trilogía que implicaba al investigador privado J. J. Gittes. La tercera película, llamada Gittes versus Gittes, iba a desarrollarse en 1968 con el trasfondo y del divorcio de Jake Gittes.